# Cantó de Sent Antonin
El cantó de Sent Antonin és un cantó francès del departament de Tarn i Garona, situat al districte de Montalban. Té 9 municipis i el cap és Sent Antonin.

## Municipis
- Sent Antonin
- Castanet
- Casals
- Fenairòls
- Ginalhs
- La Guépia
- Parisòt
- Varenh
- Vurdfuèlh

## Història
| Data d'elecció                           | Identitat        | Partit                     | Qualitat |
| ---------------------------------------- | ---------------- | -------------------------- | -------- |
| 1985-1998                                | Elie Bories      | UDF, després Divers gauche |          |
| 1998-                                    | Jean-Paul Raynal | PRG                        |          |
| les dades anteriors no són pas conegudes |                  |                            |          |
|                                          |                  |                            |          |